# وبائيات الزهري
مرض الزهري هو عدوى بكتيرية تنتقل بالاتصال الجنسي ويعتقد أنه أصاب 12 مليون شخص في عام 1999 بأكثر من 90% من الحالات في الدول النامية. يؤثر على 700,000-1,600,000 حالة حمل سنويًا، ما يؤدي إلى الإجهاض التلقائي وولادة جنين ميت والزهري الخلقي. في أفريقيا جنوب الصحراء، يساهم الزهري في نحو 20% من وفيات الفترة المحيطة بالولادة.
في الدول النامية، استمرت عدوى مرض الزهري في الانخفاض حتى ثمانينيات وتسعينيات القرن العشرين بسبب الاستخدام الواسع النطاق للصادات الحيوية. منذ عام 2000، ازدادت معدلات الإصابة بمرض الزهري في الولايات المتحدة والمملكة المتحدة وأستراليا وأوروبا بشكل أساسي بين الرجال الذين يمارسون الجنس مع الرجال. يُعزى هذا إلى الممارسات الجنسية غير الآمنة. أظهرت دراسة مراقبة للأمراض المنقولة جنسيًا التي أجرتها مراكز السيطرة على الأمراض والوقاية منها في عام 2016 أن الرجال الذين يمارسون الجنس مع رجال يمثلون أكثر من نصف (52%) الحالات التي بلغت أعدادها 27,814 خلال تلك السنة. على الصعيد الوطني، لوحظت أعلى معدلات الإصابة بمرض الزهري الأولي والثانوي في عام 2016 بين الرجال الذين تتراوح أعمارهم بين 20-34 عامًا، وبين الرجال في الغرب، وبين الرجال ذوي البشرة السوداء. 
ازدادت معدلات الإصابة بين المغايرين جنسيًا في الصين وروسيا منذ تسعينيات القرن العشرين. يزيد مرض الزهري من خطر انتقال فيروس العوز المناعي البشري بمقدار 2-5 مرات، وتعد الإصابة المشتركة شائعة (30-60% في عدد من المراكز الحضرية).
إذا لم يُعالج، يكون معدل الوفيات الناجم عنه 8-58%، مع معدل وفيات أعلى بين الذكور. لم يتضح سبب ارتفاع معدل الوفيات بين الذكور مقارنةً بالإناث تمامًا، ولكن يُعتقد أنه مرتبط بالاختلافات المناعية بين الجنسين. أصبحت أعراض مرض الزهري أقل حدة خلال القرنين التاسع عشر والعشرين، ويرجع ذلك جزئيًا إلى توافر العلاج الفعال على نطاق واسع وبسبب انخفاض حدة البكتيريا الملتوية. في حال العلاج المبكر، تقل المضاعفات.

## الصين
في الصين، ازدادت معدلات الإصابة بمرض الزهري من تسعينيات القرن العشرين إلى العقد الأول من القرن الحادي والعشرين. حدث هذا بعد حملة ناجحة لخفض المعدلات نُفذت في خمسينيات القرن العشرين. كانت معدلات التشخيص أعلى في المناطق الساحلية الحضرية. قد يكون ذلك بسبب الممارسات الجنسية أو تقنيات التشخيص الأفضل في هذه المناطق.
كانت معدلات الإصابة بمرض الزهري بين عامي 2000-2005 ضمن المجموعات منخفضة الخطورة مثل النساء اللواتي ليس لديهن أطفال والأشخاص غير المتزوجين نحو 0.3-0.6% بينما كانت المعدلات بين المجموعات عالية الخطورة مثل متعاطي المخدرات والرجال الذين يمارسون الجنس مع الرجال نحو 7-15%. كانت المعدلات أعلى بين الرجال الذين يمارسون الجنس مع الرجال والعاملين بالجنس.
تُعزى الزيادة إلى عدد من العوامل بما في ذلك: الهجرة من المجتمعات الريفية إلى البيئات الحضرية، وزيادة أعداد الرجال غير المتزوجين، ومحدودية الفحوصات التي تكشف المرض، وعدم حصول الشركاء دائمًا على إنذار، وحقيقة أن الفئات عالية الخطورة لا تسعى إلى الحصول على الرعاية الصحية. 

## أوروبا
تعد معدلات الإصابة بمرض الزهري في أوروبا أعلى في الدول الشرقية والجنوبية منها في الدول الغربية. تبلغ المعدلات الإجمالية في أوروبا 6.0 لكل 100,000 نسمة. كانت الإصابة بمرض الزهري أعلى ب8 مرات بين الرجال منها بين النساء. كانت أغلب الحالات لمرضى يبلغون من العمر 25 عامًا أو أكثر، بينما يمثل الشباب الذين تتراوح أعمارهم بين 15-24 عامًا 13% من الحالات. وجد تقرير وبائي سنوي من عام 2015 أعده المركز الأوروبي للوقاية من الأمراض ومكافحتها أن هناك نسبة عالية من الإصابات المشتركة بفيروس العوز المناعي البشري. تظهر هذه العدوى المشتركة بشكل أكبر لدى الرجال الذين يمارسون الجنس مع الرجال، والذين هم بالفعل المجموعة الأكثر تضررًا بشكل عام.
تختلف معدلات الإصابة في جميع أنحاء القارة الأوروبية وتختلف الاتجاهات بين الرجال والنساء. ارتفع معدل الإصابة بمرض الزهري لدى الرجال بشكل كبير منذ عام 2010. وتراجع معدل إصابة النساء ببطء في نفس الإطار الزمني. شهدت البلدان في أوروبا الغربية زيادات حادة. شهدت بلدان مثل بلجيكا وألمانيا وفرنسا والعديد من البلدان الأخرى زيادات تجاوزت نسبة 50%. تختلف المعدلات المبلغ عنها لمرض الزهري في البلدان الأوروبية بشكل عام. كان أقل معدل أُبلغ عنه في كرواتيا، حيث أصيب 1 من كل 100,000 شخص. وكان أعلى معدل أُبلغ عنه في الدنمارك حيث أصيب 13.7 من كل 100,000 شخص.

## الهند
انخفضت معدلات مرض الزهري الخلقي بين الأعوام 1980-2000 بسبب زيادة إمكانية الوصول إلى الرعاية السابقة للولادة. وجدت دراسة استمرت خمس سنوات على 250 مريضًا كل عام بين الحاضرين إلى عيادة الأمراض المنقولة جنسيًا في البنغال الغربية انخفاضًا كبيرًا في انتشار مرض الزهري من 10.8% (في عام 2004) إلى 3.6% (في عام 2008). وجدت دراسة أجريت في عام 2015 اتجاهًا هابطًا لمرض الزهري بين الحاضرين لعيادة الأمراض المنقولة جنسيًا، لكنها وجدت زيادة في إصابات متعاطي المخدرات بالطريق الوريدي والنساء الحوامل والأفراد المصابين بفيروس العوز المناعي البشري، والمرضى من الجناحات الأخرى وأقسام العيادات الخارجية. أجريت هذه الدراسة في مركز رعاية ثالثية لذلك قد لا تعكس النتائج الانتشار الحقيقي لمرض الزهري في الدولة.

## الولايات المتحدة الأمريكية
في الولايات المتحدة، ازدادت معدلات الإصابة بمرض الزهري بين الرجال بين عامي 2000-2007. كانت المعدلات بين الرجال أعلى بستة أضعاف منها بين النساء، وأعلى بسبع مرات بين الأمريكيين الأفارقة منها بين القوقازيين. كانت أكثر من 60% من الحالات بين الرجال الذين يمارسون الجنس مع رجال. كانت الإصابات شائعة بين الأشخاص الذين تتراوح أعمارهم بين 15 و40 عامًا. 
في الولايات المتحدة، كانت معدلات الإصابة بمرض الزهري اعتبارًا من عام 2007 أعلى بست مرات بين الرجال منها بين النساء بينما كانت متساوية تقريبًا بين الجنسين في عام 1997. كانت المعدلات أعلى أيضًا بين الأمريكيين الأفارقة والهسبانيين منها بين القوقازيين.
وفقًا لتقرير صادر عن مراكز السيطرة على الأمراض والوقاية منها، بين عامي 2000-2016، تُعزى معدلات الإصابة بمرض الزهري الأولي والثانوي إلى الرجال، ومعظمهم ممن يمارسون الجنس مع الرجال، بغض النظر عن ميولهم. مع ذلك، منذ عام 2013، وفقًا لنفس التقرير، ارتفعت المعدلات بين الرجال والنساء. انتشرت هذه الزيادات في كل منطقة داخل الولايات المتحدة وعبر مختلف الهويات العرقية أيضًا. كانت المجموعات ذات المعدلات الأعلى في عام 2016 من الرجال الذين تتراوح أعمارهم بين 20-34 عامًا، والرجال من المنطقة الغربية للولايات المتحدة، والرجال ذوي البشرة السوداء. في عام 2016، أُبلغ عن 27,814 حالة إصابة بمرض الزهري الأولي والثانوي في الولايات المتحدة، بزيادة قدرها 17.6% عن العام السابق وزيادة بنسبة 74% عن الحالات المبلغ عنها في عام 2012.